# Hasle (Aarhus)
 For alternative betydninger, se Hasle. (Se også artikler, som begynder med Hasle)
Hasle er en bydel i Aarhus, beliggende 4 km NV for det centrale Aarhus og bestående af følgende kvarterer og områder.
Bispehaven 2331 beboere, Frydenlund 2.400 beboere, Møllevangen 2.650 beboere, Charlottehøj, Herredsvang 4.000 beboere og Finnebyen som består af 122 finske træhuse.
Hasle betragtes ikke længere som en selvstændig by, men som en bydel - Aarhus V.
Der bor 23.934 i Hasle den 1. oktober 2018.
Se et stort kort over Aarhus Kommune

## Historie
Hasle landsby bestod i 1682 af 15 gårde. Det samlede dyrkede areal udgjorde 601,3 tønder land skyldsat til 89,20 tønder hartkorn. Dyrkningsformen var trevangsbrug.